# Kormorán Stellerův
Kormorán Stellerův (Urile perspicillatus) je vyhynulý mořský pták z rodu Urile, který kdysi obýval Beringův ostrov, a možná i další místa na Komandorských ostrovech a na blízkém pobřeží poloostrova Kamčatka na ruském Dálném východě. Je to největší druh kormorána, který kdy žil na zemi.

## Systematika
Druh byl původně řazen do rodu Phalacrocorax. Mezinárodní ornitologická unie však druh v roce 2021 přeřadila spolu s několika dalšími kormorány do rodu Urile, který sdružuje kormorány severního Pacifiku. K přeřazení došlo na základě genetické studie kormoránovitých z roku 2014, která nicméně explicitně nezmiňuje kormorána Stellerova.

## Popis
Georg Wilhelm Steller identifikoval tohoto ptáka jako první v roce 1741 během Beringovy tragické druhé kamčatské výpravy. Popsal ho jako velký a nemotorný, téměř nelétavý druh, ač byl možná jen neochotný než fyzicky neschopný letu. Vážil prý 12 až 14 liber, „takže jeden pták mohl nasytit až tři hladovějící muže“. Ačkoli kormoráni jsou známí svojí nevalnou chutí, Steller tvrdí, že tito ptáci chutnali výtečně, zejména pokud byli uvařeni po místním způsobu. Zdejší Itelmenové je totiž obalili hlínou a pekli v rozpálené jámě.

## Vyhubení
O tomto ptáku je známo pouze to, že se živil rybami. Jeho populace se začala rychle zmenšovat, když ho další návštěvníci této oblasti začali lovit pro maso a pro peří. Zprávy o lovištích vhodných pro lov velryb, polárních lišek a dalších cenných kožešinových zvířat totiž vyvolaly masový příliv velrybářů, lovců kožešin a obchodníků.
Poslední kormoráni Stellerovi údajně žili kolem roku 1850 na neobydleném skalnatém ostrůvku Arij Kameň (Арий Камень) severozápadně od Beringova ostrova.